# 麥秋成
麥秋成（英語：Maverick Mak Chau Shing，1979年9月18日—），香港男性舞蹈家、節目主持及演員，2000年開始加入舞蹈員行列，曾憑電影《狂舞派》獲提名《第50屆台灣金馬獎》「最佳動作設計」。2019年至2023年曾經加入無綫電視，成為旗下經理人合約藝員。

## 簡歷

### 早期發展
麥秋成曾就讀保良局胡忠中學和恒生商學書院，自小因喜歡觀賞郭富城跳舞，而於1998年開始學習舞蹈，1999年在理工大學修讀服裝及紡織學系文學士課程，參加校內舞蹈學會（以爵士舞為主），2000年首次踏上舞台，為歌手張立基於浸會大學舉行的音樂會伴舞；2001年首次離開香港演出，參與台灣歌手蕭亞軒於上海舉行的《Elva與好朋友中國巡迴演唱會》，翌年大學畢業後全職投身舞蹈工作，並兼職任模特兒，曾拍攝肯德基、COOL 清涼水、麥當奴、索尼移動通信 So-net 寬頻服務等廣告。2003年，他正式成為郭富城常用舞蹈團隊，經常參與演出其音樂錄像和演唱會；另一邊廂亦為劉德華《夏日Fiesta》內地巡迴演唱會擔任伴舞。他曾與多位藝人合作，包括 Twins、徐小鳳、陳奕迅、容祖兒、莫文蔚、林子祥、葉蒨文和 F4 等等。
2004年，麥秋成到美國完成任賢齊巡迴演唱會舞蹈員的工作後，決定留在當地舞蹈學校進修，先後於美國洛杉磯「EDGE PERFORMING ARTS CENTER」、「Millennium Dance Complex」、「Debbie Reynolds Dance Studio」，以及紐約「Broadway Dance Center」深造。同年，他在葉蒨文的《Now's My Prime 25周年金曲演唱會》中負責部分舞蹈編排，接著再為徐小鳳、林子祥編舞；到2007年擔任《梁詠琪本色慈善演唱會》舞蹈助理編排，並在2008年為 Twins 的普通話歌《連帶關係》編舞，同年更正式成為編舞師和陳偉霆常用編舞師；2010年創立兒童舞蹈學校「Neverland Dance House」。

### 後期發展
2011年，麥秋成開始涉足電影界，參與多套電影的幕後工作，包括《愛出貓》、《出軌的女人》及《大樂師·為愛配樂》，主要負責設計戲中大型舞蹈場面，當中包括於2013年上映的《狂舞派》，更成為首位憑跳舞電影獲提名《第50屆台灣金馬獎》「最佳動作設計」的香港人。翌年，他往上海參加浙江衛視大型舞蹈比賽《中國好舞蹈》，成為唯一香港代表之餘，又是評判團之一郭富城旗下隊員，並晉級至半總決賽；隨後，他跟歌手合作拍攝多個音樂舞蹈錄像，如 HotCha 成員張惠雅的單曲《心跳500天》。
2016年，麥秋成與香港藝術節合作，製作香港首套大型舞蹈劇場作品《炫舞場》，10場公演門票全部售罄，翌年加開《炫舞場2.0》，並到深圳、新加坡巡迴演出。除參與電影及舞台劇外，他也獲韓國跳舞學校邀請赴當地教學，還安排不同導師及學生到當地進行授課和交流。之後，他前往內地巡迴教學，分別在北京、上海、南京開辦舞蹈交流班。2017年10月26日在郭富城生日當天，他曾製作長達8分鐘的舞蹈混合曲《Salute to Hong Kong Dance Legend：Aaron Kwok》，有關片段在中港兩地獲百萬點擊率。
2018年，麥秋成替 ViuTV 歌唱選秀節目《全民造星》擔任評判兼導師之一，2019年聯同合共80位藝術家、設計師及文化工作者，於香港 K11 Art Mall 的藝術裝置中分享對藝術的個人看法及心得。同年10月中，他想學習更多電視界的東西如劇集或綜藝節目，故選擇加入無綫電視，成為旗下經理人合約藝員，首項工作是擔任節目《萬千星輝賀台慶》的編舞師；2020年9月再憑《狂舞派3》獲提名《第57屆台灣金馬獎》「最佳動作設計」獎。
2021年4月，麥秋成於無綫電視歌唱選秀節目《聲夢傳奇》中擔任舞蹈總監，同年3月和7月分別加入《愛·回家之開心速遞》劇組，飾演「汪冬成」一角，以及在《盛·舞者》擔任「TxCrew」導師。同年9月，他由經理人合約改簽基本藝人合約，2023年9月離巢。

## 感情生活
2014年，麥秋成曾與藝人蔡思貝交往，雙方相戀約三年後分手。2021年1月25日，他與藝人湯怡於 Instagram 宣布當日排期註冊結婚，而女方更已懷孕三個月，並定於2月26日在陽明山莊舉行婚禮；湯怡於6月18日誕下一名女兒。

## 舞蹈作品

### 舞蹈演出
| 年份   | 活動名                                                 |
| 2009年 | Sony Festival 感謝祭                                   |
| 2011年 | 三星 Galaxy White Party                                |
| 2013年 | 海港城聖誕倒數2013《火紅跳舞街》                       |
| 2013年 | 第56屆亞太影展頒獎典禮《狂舞派》開幕表演               |
| 2014年 | 第36屆十大中文金曲頒獎禮《狂舞派》演繹中國風街舞       |
| 2014年 | 《擁抱昨天》 ／ 《Yesterday》                          |
| 2014年 | 《燃燒生命》 / 《Fast and Movement》                   |
| 2014年 | Diesel JoggJeans × Shing Mak                           |
| 2014年 | 香港芭蕾舞團籌款晚會                                   |
| 2014年 | 國泰航空新春國際匯演之夜                               |
| 2014年 | 三星Galaxy Note 10.1香港活動                           |
| 2015年 | 香港芭蕾舞團籌款晚會                                   |
| 2016年 | 維他奶黑豆奶 × D-mop「此黑 最精彩」                    |
| 2016年 | 路虎攬勝極光 × Shing Mak × Vicky Cheng                 |
| 2017年 | Salute to Hong Kong Dance Legend：Aaron Kwok（郭富城） |
| 2017年 | Neverland Dance Showcase 2017：： The Year（Opening）  |

### 歌曲編舞
| 年份   | 歌名                                       | 歌手                                |
| 2008年 | 連帶關係                                   | Twins                               |
| 2008年 | TAXI                                       | 陳偉霆                              |
| 2008年 | Great Time                                 | 陳偉霆                              |
| 2009年 | 戰士                                       | 陳偉霆                              |
| 2009年 | MJ                                         | 陳偉霆                              |
| 2010年 | I Don't Wanna S ay goodbye                 | 劉德華                              |
| 2010年 | Flying Away                                | 陳偉霆                              |
| 2010年 | Do You Wanna Dance                         | 陳偉霆                              |
| 2010年 | 尾巴                                       | 陳偉霆                              |
| 2011年 | L.U.V.                                     | 陳偉霆                              |
| 2011年 | LOVE U2                                    | 陳偉霆                              |
| 2011年 | Baby Don't Cry                             | 陳偉霆                              |
| 2011年 | 肌膚之親                                   | 吳雨霏                              |
| 2011年 | 晚晚禮拜六                                 | 藍奕邦                              |
| 2011年 | Take It                                    | 鍾舒漫                              |
| 2012年 | Pop It Up                                  | 陳偉霆                              |
| 2014年 | 心跳500天                                  | 張惠雅                              |
| 2015年 | 一夜成名（《2015年度香港小姐競選》主題曲） | 許廷鏗、鄭俊弘、胡鴻鈞              |
| 2022年 | 今年好笑口（無綫電視賀年歌）               | 星夢群星、《愛·回家之開心速遞》演員 |

### 電影編舞
| 年份   | 電影名          | 備註     |
| 2009年 | 愛出貓          | 舞蹈總監 |
| 2011年 | 出軌的女人      | 舞蹈總監 |
| 2013年 | 狂舞派          | 舞蹈總監 |
| 2018年 | 大樂師·為愛配樂 | 舞蹈總監 |
| 2021年 | 狂舞派3         | 舞蹈總監 |

### 舞台劇編舞
| 年份   | 劇名                  | 備註     |
| 2016年 | 舞蹈劇場《炫舞場》    | 舞蹈總監 |
| 2017年 | 舞蹈劇場《炫舞場2.0》 | 舞蹈總監 |

### 演唱會編舞
| 年份          | 演唱會名                                                          | 備註     |
| 2011年        | Kary On Live 2011吳雨霏演唱會                                     | 舞蹈總監 |
| 2012年        | Let's Play Together 周國賢演唱會2012                              | 舞蹈總監 |
| 2016 - 2017年 | 陳偉霆「Inside Me」巡迴演唱會                                     | 舞蹈總監 |
| 2017年        | LISTEN TO DEEP Live 2017 吳浩康演唱會                             | 舞蹈總監 |
| 2022年        | Drive In Ultra: LOVFINITY Vivienne Tam x Leon Lai Fashion Concert | 舞蹈總監 |
| 2023年        | 黎明STAGE ON 8演唱會                                              | 舞蹈總監 |
| 2024年        | 黎明STAGE ON 8演唱會2024                                          | 舞蹈總監 |
| 2025年        | 黎明STAGE ON 8演唱會2025                                          | 舞蹈總監 |

### 活動動作編排
- Vidal Sassoon
- Justgold 鎮金店
- 愛迪達
- 361度

## 演出作品

### 電視劇
| 首播                        | 劇名              | 角色                 |
| 騰訊視頻、優酷、愛奇藝、Viu |                   |                      |
| 2020年                      | 戰毒              | John                 |
| 無綫電視                    |                   |                      |
| 2021至2023年                | 愛·回家之開心速遞 | 汪冬成（第1172集起） |
| 2021年                      | 青春本我          | 麥 秋                |
| 2021年                      | 異搜店            | 馮祖輝               |
| 2022年                      | 美麗戰場          | 趙 生                |
| 2024年                      | 旁觀者            | 沈志勳               |
| 2024年                      | 再見·枕邊人       | 陳晉久（天狗）       |
| 邵氏兄弟                    |                   |                      |
| 2020年                      | 非凡三俠          | 電影導演（第3集）    |

### 電視節目
| 首播     | 節目名                              | 備註                 |
| ViuTV    |                                     |                      |
| 2018年   | 全民造星                            | 評判兼導師之一       |
| 無綫電視 |                                     |                      |
| 2019年   | 眼睛去旅行                          | 第10集主持           |
| 2019年   | 萬千星輝賀台慶                      | 編舞師               |
| 2019年   | 今日VIP                             | 12月24日嘉賓         |
| 2020年   | 萬千星輝賀台慶                      | 編舞師               |
| 2020年   | 流行經典50年                        | 第42集嘉賓           |
| 2021年   | 2020年度勁歌金曲頒獎典禮            | 《我輸不起》歌曲伴舞 |
| 2021年   | 流行經典50年                        | 第2集嘉賓            |
| 2021年   | 聲夢傳奇                            | 舞蹈總監             |
| 2021年   | 日日媽媽聲                          | 第2集嘉賓            |
| 2021年   | 開心大綜藝                          | 演出第2集            |
| 2021年   | 一屋後生仔                          | 第79集嘉賓           |
| 2021年   | 盛·舞者                             | 「TxCrew」導師       |
| 2021年   | 全城迎奧運                          | 舞蹈演出             |
| 2021年   | We Miss Hong Kong香港小姐競選準決賽 | 舞蹈演出             |
| 2022年   | 博愛歡樂傳萬家                      | 編舞師               |
| 2022年   | 日日媽媽聲                          | 第二輯 第4集嘉賓     |

### 電影
| 首映          | 電影名                          | 角色   |
| 2020年        | 戀戀季節 - 冬至篇（音樂微電影） | 許 頌  |
| 2023年4月13日 | 燈火闌珊                        | 張卓輝 |

### 廣播劇
| 首播             | 劇名    | 角色 |
| 香港電台數碼35台 |         |      |
| 2015年           | 光影5號 |      |

### 音樂錄像
| 年份   | 歌名       | 歌手   |
| 2012年 | 雙失情人節 | Twins  |
| 2014年 | 心跳500天  | 張惠雅 |

### 廣告
| 年份   | 產品內容                                 |
| 2003年 | So-net 寬頻服務 - 等多陣都唔慣（洗衣篇） |
| 2004年 | 肯德基 - 水牛城香辣雞翼                  |
| 2018年 | 德國三叉牌刀具                           |
| 2018年 | 麥當奴                                   |
| 2018年 | COOL 清涼水                              |
| 2019年 | KUKA HOME 顧家家居                       |

### 其他
- 2012年：《The Story of Starbucks Signature Muffin》 - 導演

## 曾獲獎項及提名
| 年份   | 獎項                                                                         | 結果 |
| ------ | ---------------------------------------------------------------------------- | ---- |
| 2013年 | 第50屆台灣金馬獎「最佳動作設計 - 《狂舞派》」                                | 提名 |
| 2020年 | 第57屆台灣金馬獎「最佳動作設計 - 《狂舞派3》」                               | 提名 |
| 2021年 | 萬千星輝頒獎典禮2021「最受歡迎電視歌曲 - 《Dance For Life》（《盛·舞者》）」 | 提名 |

## 外部連結
- 麥秋成的Facebook專頁
- 麥秋成- Shing Mak的Facebook專頁
- 麥秋成的Instagram帳戶
- neverland〡兒童舞蹈〡流行舞街舞工作室〡（Kwun Tong） （页面存档备份，存于）